# Pointe de l'Anse-Bertrand
La pointe de l'Anse-Bertrand est un cap de Guadeloupe situé à Anse-Bertrand. 

## Géographie
Il se situe au nord-est de la pointe de la Fontaine avec qui il forme l'anse Fontaine, sur le trajet de la trace du Grand Cul-de-sac marin.
L'ensemble de la zone est classée au conservatoire du Littoral depuis 2003.